# Trinity College Clock

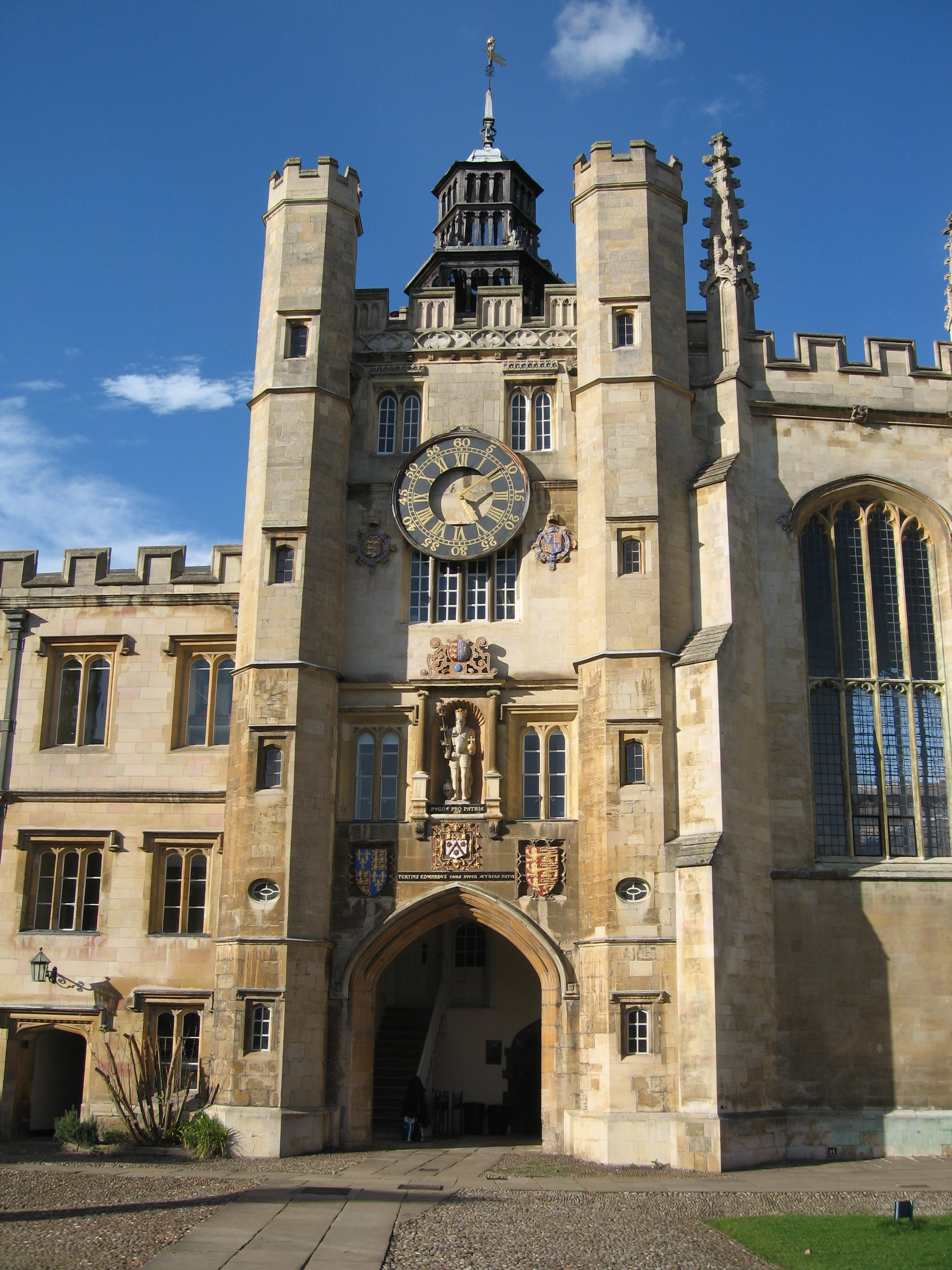
King Edward’s Gate, Great Court, Trinity College, Cambridge

Trinity College Clock är ett historiskt pendelur i Trinity College, Cambridge. Det är inrymt i en av de äldsta byggnaderna på colleget, King Edward's Gate, även känd som klocktornet. Byggnaden var tidigare ingången till King's Hall, ett college som slogs samman med Michaelhouse för att bilda Trinity College.
Klockan är känd för att slå heltimmen två gånger, först på en låg ton ("Trinity"-klangen) och sedan en högre ("St John's"-klangen). Denna egenhet noterades av William Wordsworth i hans självbiografiska dikt:
Near me hung Trinity’s loquacious clock,
Who never let the quarters, night or day,
Slip by him unproclaimed, and told the hours
Twice over with a male and female voice.  - William Wordsworth, The Prelude (1850)
En vanlig myt hävdar att klockan slår timmen två gånger, eftersom lärarna på St John's College en gång klagade på oväsendet.

## Historia
King Edward's Gate i Trinity Great Court är en av de äldsta byggnaderna i colleget. Den första klockan verkar ha installerats 1610 av Thomas Tennant från London. Klockan har överlevt till denna dag och bär inskriptionen: TRINITAS IN UNITATE RESONAT 1610. RICARDUS HOLD FELD ME FECIT. ("Treenigheten [Trinity] genljuder i enhet, 1610. Richard Holdfield gjorde mig.")
Mellan 1726 och 1727 skänktes urmekanismen till byn Orwell, Cambridgeshire när rektorn Richard Bentley, tillhandahöll en ny klocka, urtavla och tre slagklockor.
År 1910 ersattes denna 1700-talsklocka med en mekanism av Smith of Derby efter en design av Lord Grimthorpe.

## Övervakningsprojekt

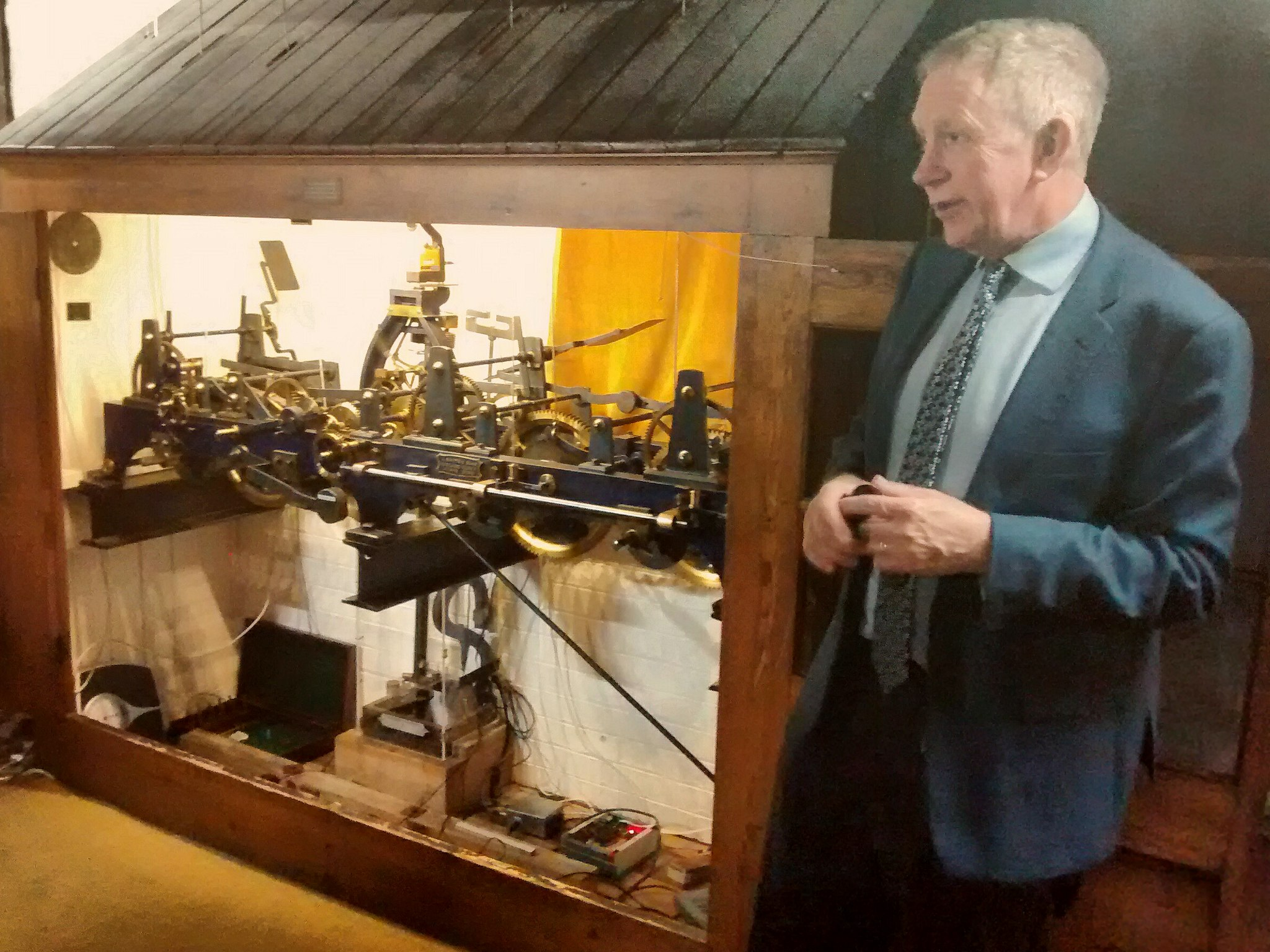
Trinity College Clock-mekanismen och klockans väktare, Dr Hugh Hunt i februari 2019

Klockan är föremål för ett aktuellt projekt som samordnas av Dr Hugh Hunt, lärare vid Trinity College Cambridge, som kalibrerar den mot National Physical Laboratorys tidssignal och andra variabler, inklusive pendelns amplitud, luftfuktighet, lufttemperatur, lufttryck och luftdensitet. Klockan styrs av en temperaturkompenserad pendel, 2 meter lång, som drivs av en trebent gravitationsgång. Den kan hålla tiden till mer än en sekund på en månad utan något ingrepp, förutom att avveckla sina vikter minst en gång i veckan.